# Сьюдад-Конститусьон
Сьюдад-Конститусьон (исп. Ciudad Constitución) — город в Мексике, штат Южная Нижняя Калифорния, входит в состав муниципалитета Комонду и является его административным центром. Численность населения, по данным переписи 2020 года, составила 43 805 человек.

## Топонимика
Название Ciudad Constitución с испанского языка можно перевести как город-конституция.

## История
С 1949 года началось освоение территории штата под сельскохозяйственные нужды, и в 1953 году было основано поселение Революсьон-Мехикана, также известное как ранчо Эль-Крусеро.
В 1957 году оно получило статус вилья и было переименовано в Вилья-Конститусьон.
В 1972 году в штате были сформированы первые три муниципалитета, и административным центром муниципалитета Комонду стал этот населённый пункт, который получил статус города и был переименован в Сьюдад-Конститусьон.